# Appenwihr
Appenwihr là một xã thuộc tỉnh Haut-Rhin trong vùng Grand Est, đồng bắc Pháp. Xã này có diện tích 7,72 km², dân số năm 1999 là 454 người. Khu vực này có độ cao trung bình 192 mét trên mực nước biển.